# Stanisław Królak (dziennikarz)
Stanisław Królak – polski dziennikarz prasowy i telewizyjny, reżyser i redaktor filmów dokumentalnych.

## Życiorys
Jest absolwentem Politechniki Warszawskiej i Papieskiego Wydziału Teologicznego w Warszawie. Posiada stopień naukowy doktora nauk teologicznych.
Debiutował w 1977 roku na łamach Tygodnika Studenckiego "Politechnik", w którym pracował m.in. jako kierownik działu kultury do stanu wojennego. W stanie wojennym redagował podziemne pismo "Solidarności" Politechniki Warszawskiej. W latach 1986 - 1989 pracował w miesięczniku "Komputer", a następnie w latach 1989 - 1991 w "Tygodniku Gdańskim" i "Dzienniku Bałtyckim". Równocześnie pracował w wydawnictwie "Agora" i tygodniku "Nowoczesność", gdzie był zastępcą redaktora naczelnego.  W latach 1992 - 1993 pracował w "Tygodniku "Spotkania"". W 1993 roku był zastępcą redaktora naczelnego dziennika "Nasza Gazeta". Następnie pracował w "Tygodniku Solidarność".  Od 1 listopada1994 roku jest dziennikarzem Telewizji Polskiej. Do 2007 roku w Programie 1, a następnie współtworzył kanał TVP Historia i od początku w nim pracuje. Redaguje cykliczny program Spór o historię, był także kierownikiem redakcji publicystyki historycznej i dokumentu oraz pełniącym obowiązki dyrektora kanału (2016-2017). Jest autorem kilkuset artykułów i reportaży prasowych oraz filmów i programów telewizyjnych oraz filmów m.in. "Klerycy w komunistycznej armii" oraz "Pasterz". Publikował również w "Odrze" i krakowskim "Czasie" oraz miesięcznikach i prasie polonijnej. Jest współtwórcą i współorganizatorem Festiwalu Filmów Historycznych "Spotkania z historią" w Zamościu.   
W obszarze aktywności naukowej jest autorem kilku artykułów oraz wydanej w 2017 roku monografii "Pasterz na tle epoki. Ksiądz Kazimierz kardynał Świątek". 